# Avima glabrata
Avima glabrata is een hooiwagen uit de familie Agoristenidae.